# Lophuromys brevicaudus
Lophuromys brevicaudus és un rosegador del gènere Lophuromys que viu a un altitud d'entre 2.400 i 3.750 metres a les muntanyes d'Etiòpia a l'est de la Gran Vall del Rift. Aquesta espècie pertany al subgènere Lophuromys i està relacionat amb L. flavopunctatus i L. melanonyx. Fins a l'any 1998, L. brevicaudus fou classificat com a part de L. flavopunctatus.
L. brevicaudus és un Lophuromys clapat de mida mitjana amb la cua curta i el pelatge suau, curt i gris. La part superior de la cua és negra i la part inferior és blanca. La llargada corporal és d'entre 96 i 134 mm, la llargada de la cua d'entre 44 i 68 mm, la llargada de les potes posteriors d'entre 21,3 i 25 mm, la llargada de les orelles d'entre 15 i 19 mm i el pes d'entre 26 i 60 grams.